# Enter Air
Enter Air Sp. z oo é uma companhia aérea polonesa com sede em Varsóvia. Sua base principal é o Aeroporto Frédéric Chopin de Varsóvia e o Aeroporto Internacional de Katowice. Ela opera voos fretados e de férias a partir de suas bases em Poznań, Varsóvia e Breslávia.

## História

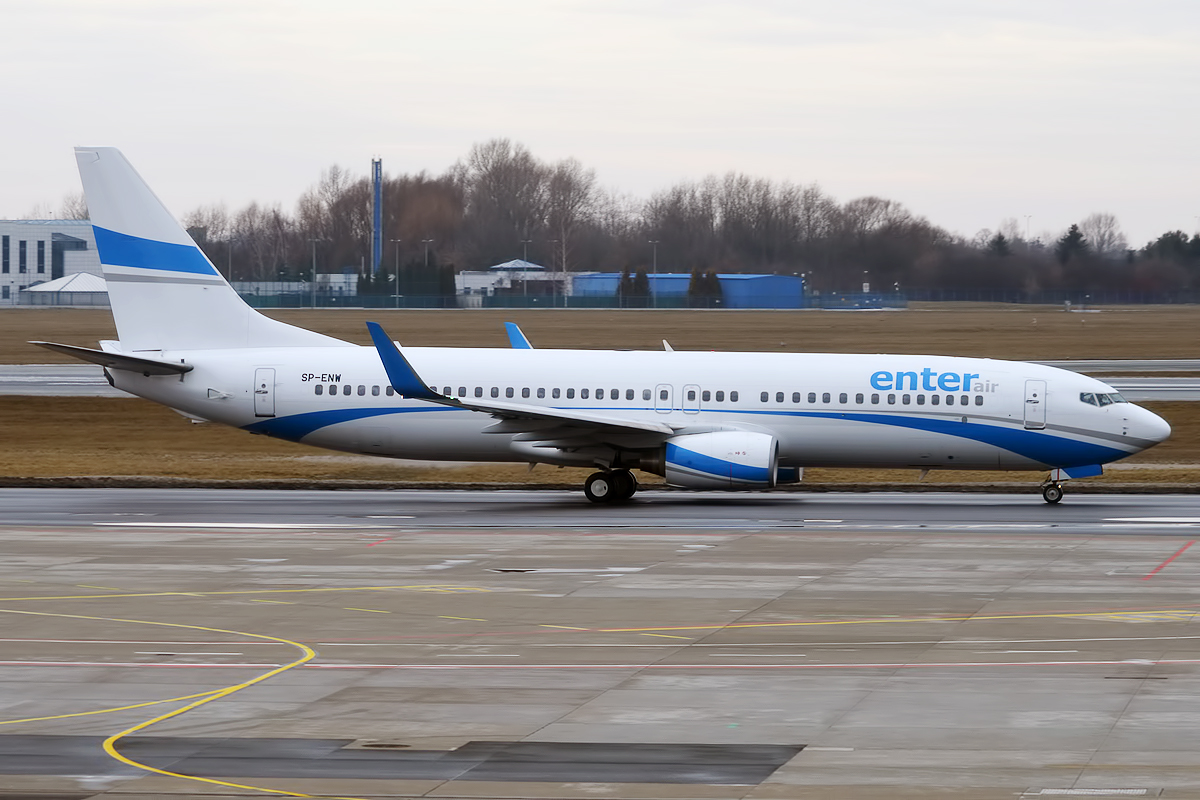
Um Boeing 737-800 da Enter Air em 2019

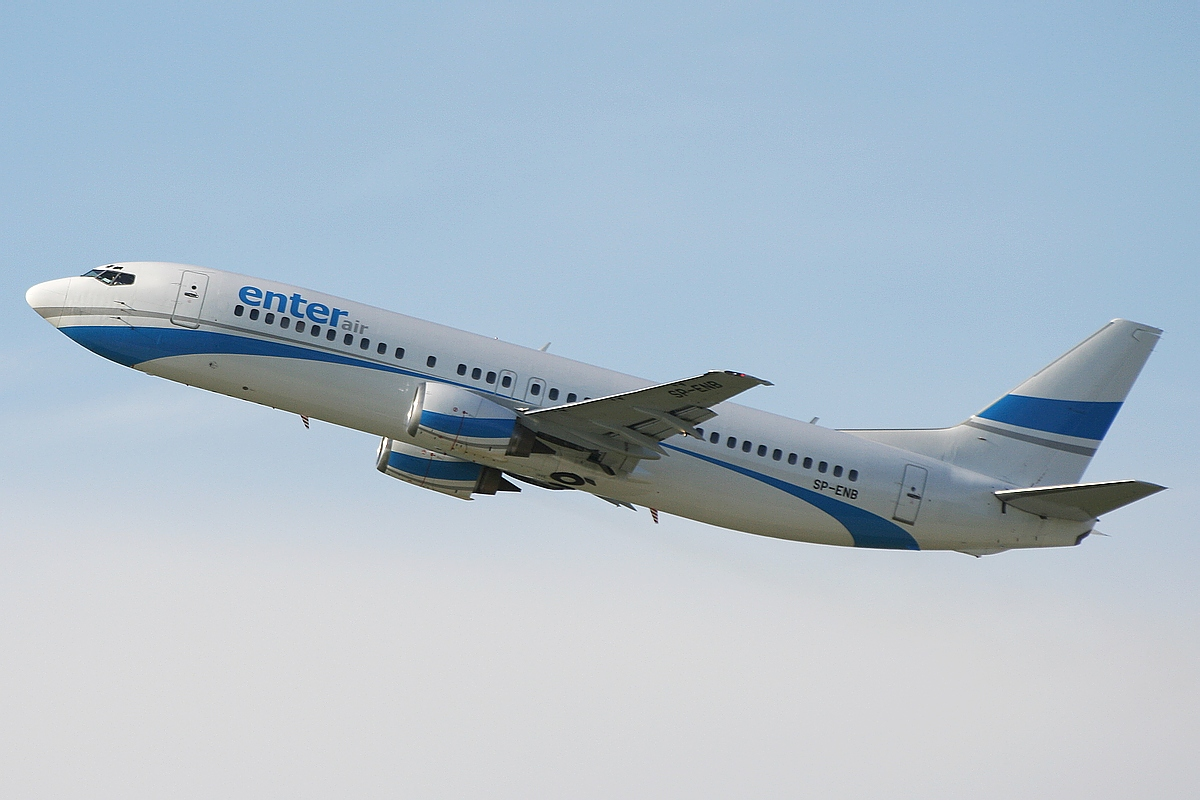
Um Boeing 737-400 da Enter Air em 2010

A companhia aérea foi fundada em 15 de outubro de 2009 e em 25 de abril de 2010, a Enter Air completou seu voo inaugural de Varsóvia para Enfidha. A companhia aérea coopera com os principais operadores turísticos da Polônia e opera principalmente na Polônia para destinos de férias populares.

## Frota

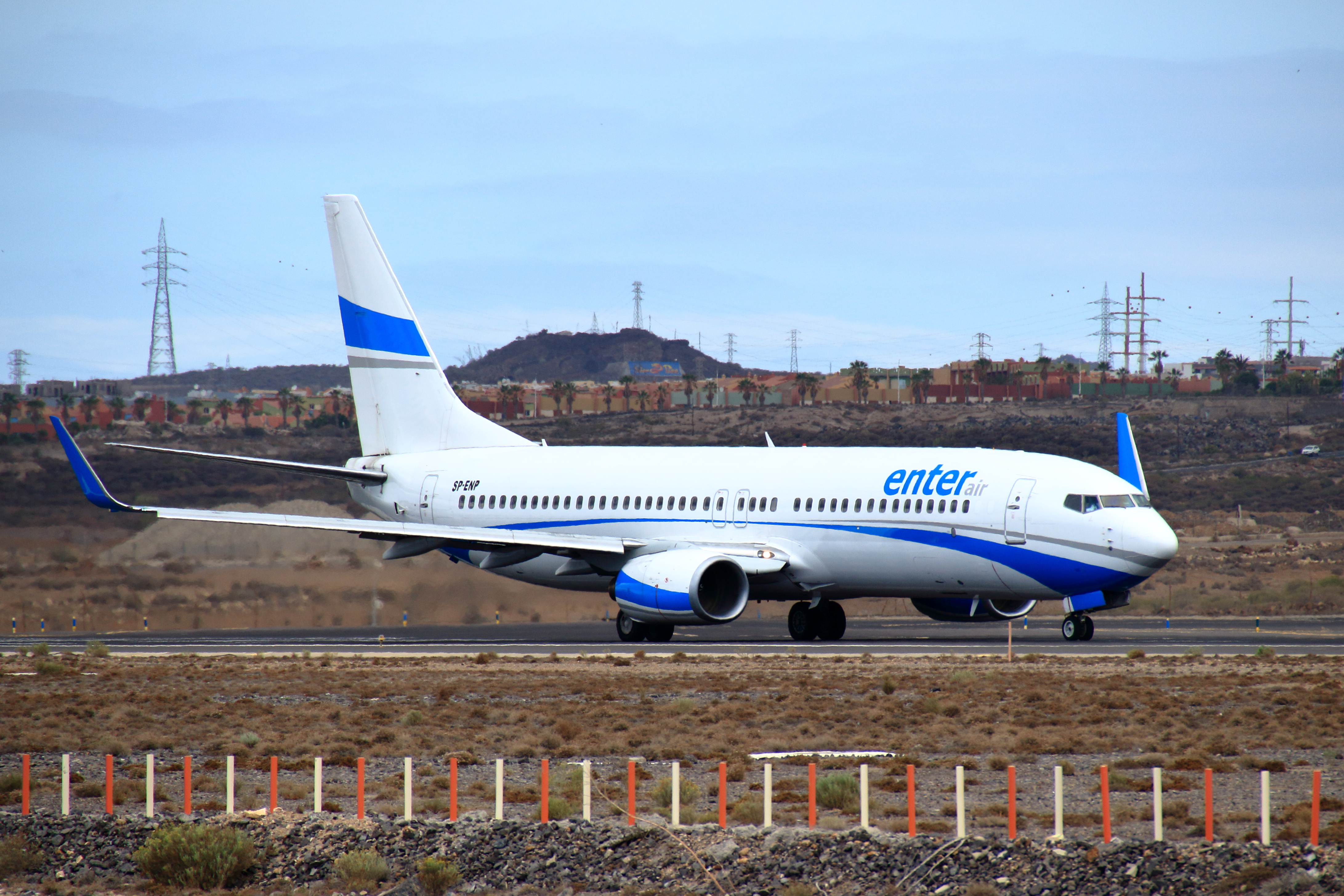
Um Boeing 737-800 da Enter Air

A frota da Enter Air consiste nas seguintes aeronaves (Julho de 2021):
| Aeronaves        | Em Serviço | Ordens | Passageiros | Notas |
| ---------------- | ---------- | ------ | ----------- | ----- |
| Boeing 737-800   | 24         | –      | 189         |       |
| Boeing 737 MAX 8 | 2          | 6      | 189         |       |
| Total            | 26         | 6      |             |       |